# Ракутёвщина
Ракутёвщина (бел. Ракуцёўшчына) — деревня в Молодечненском районе Минской области Республики Беларусь. В составе Красненского сельсовета. Население 156 человек (2009).

## География
Ракутёвщина находится в километре к востоку от центра сельсовета Красное, почти примыкая к его восточной окраине, и в 18 км к юго-востоку от города Молодечно. Местность принадлежит бассейну Немана, рядом с деревней протекает река Уша. Местная дорога соединяет деревню с Красным, где находится ж/д платформа Уша на линии Минск — Молодечно.

## Этимология
Название Ракутёвщина одноименного (антропонимического) происхождения.
От балтско-литовского одноосновного имени Rakutis, в котором основа Rak - расширенная антропонимическим расширителем -ut- . Эта же основа у старобалтского происхождения двухосновных именах Rak-man’as, Rak-tar’as.
От этого же антропонима топонимы Ракутева, Ракути в этом же регионе.
Рядом с Ракутёвщиной (сразу через Красное) одноименного происхождения топонимы Суринты, Видевщина, Гирди (от балтско-литовских одноосновных имен Sur-int’as, Vydžius, Girdžius)  .

## История
С 1793 года после второго раздела Речи Посполитой Ракутёвщина, как и вся Вилейщина, входила в состав Российской империи, был образован Вилейский уезд в составе сначала Минской губернии, а с 1843 года — Виленской губернии.
После подписания Рижского мирного договора (1921) Ракутёвщина оказалась в составе межвоенной Польши, гмины Красное Вилейского повета Новогрудского воеводства, а с 1926 года — Виленского воеводства.
В 1921 году здесь было 130 жителей. В 1931 году здесь было 118 жителей.
С 20 сентября 1944 года в Молодечненской области. С 20 января 1960 года в Молодечненском районе Минской области. До 9 августа 1960 года деревня входила в состав Мясотского сельсовета. Земли находились в колхозе «Красное».

## Население
- 1909 год — 7 дворов, 110 жителей
- 1921 год — 20 дворов, 130 жителей
- 1931 год — 23 двора, 118 жителей
- 1941 год — 35 дворов, 130 жителей
- 1969 год — 43 двора, 214 жителей
- 2001 год — 59 хозяйств, 148 жителей
- 2010 год — 52 хозяйства, 142 жителя

## Культура
- Музей-усадьба Максима Богдановича — филиал учреждения «Государственный музей истории белорусской литературы».

## Достопримечательность
- Фольварк Ракутёвщина (середина XIX – начало XX в.), на западной окраине деревни —  Историко-культурная ценность Республики Беларусь, шифр 612Д000316. Бывшая усадьба дворянки В. Лычковский. В усадьбе находится музей Максима Богдановича.
- В память о Максиме Богдановиче, прожившем здесь в 1911 году 2 месяца, установлено 2 гранитных валуна с мемориальными знаками.

## Галерея

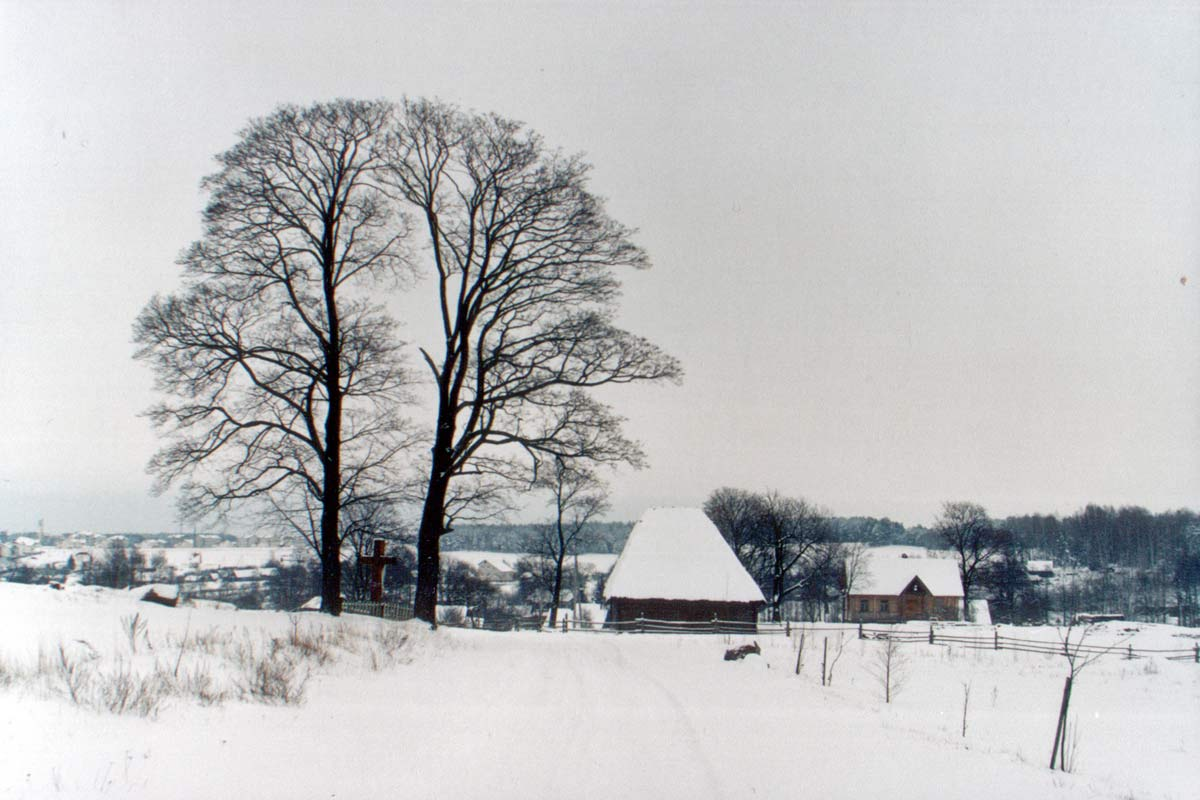
Музей-усадьба Максима Богдановича
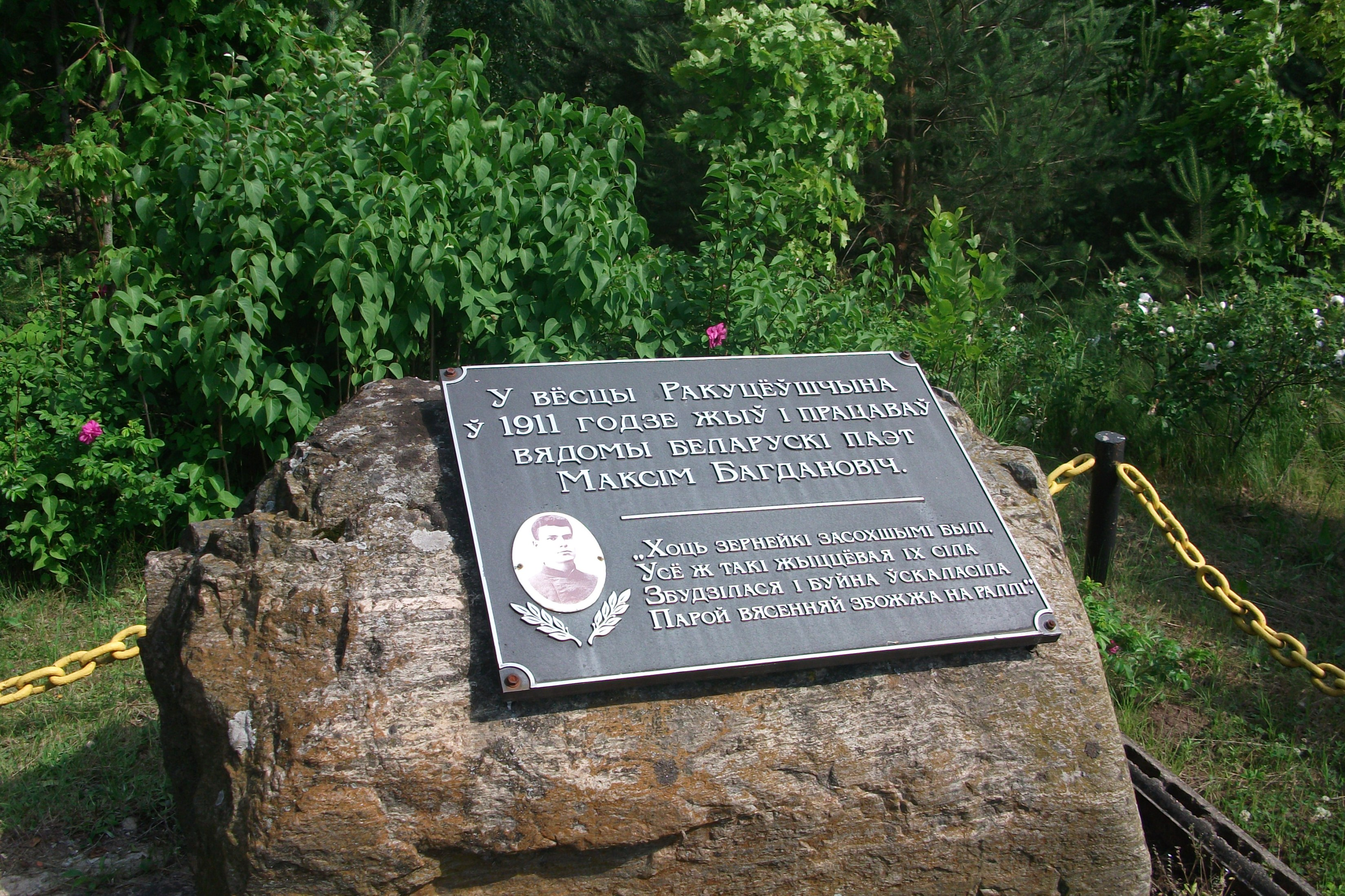
Мемориальный знак в память о М. Богдановиче
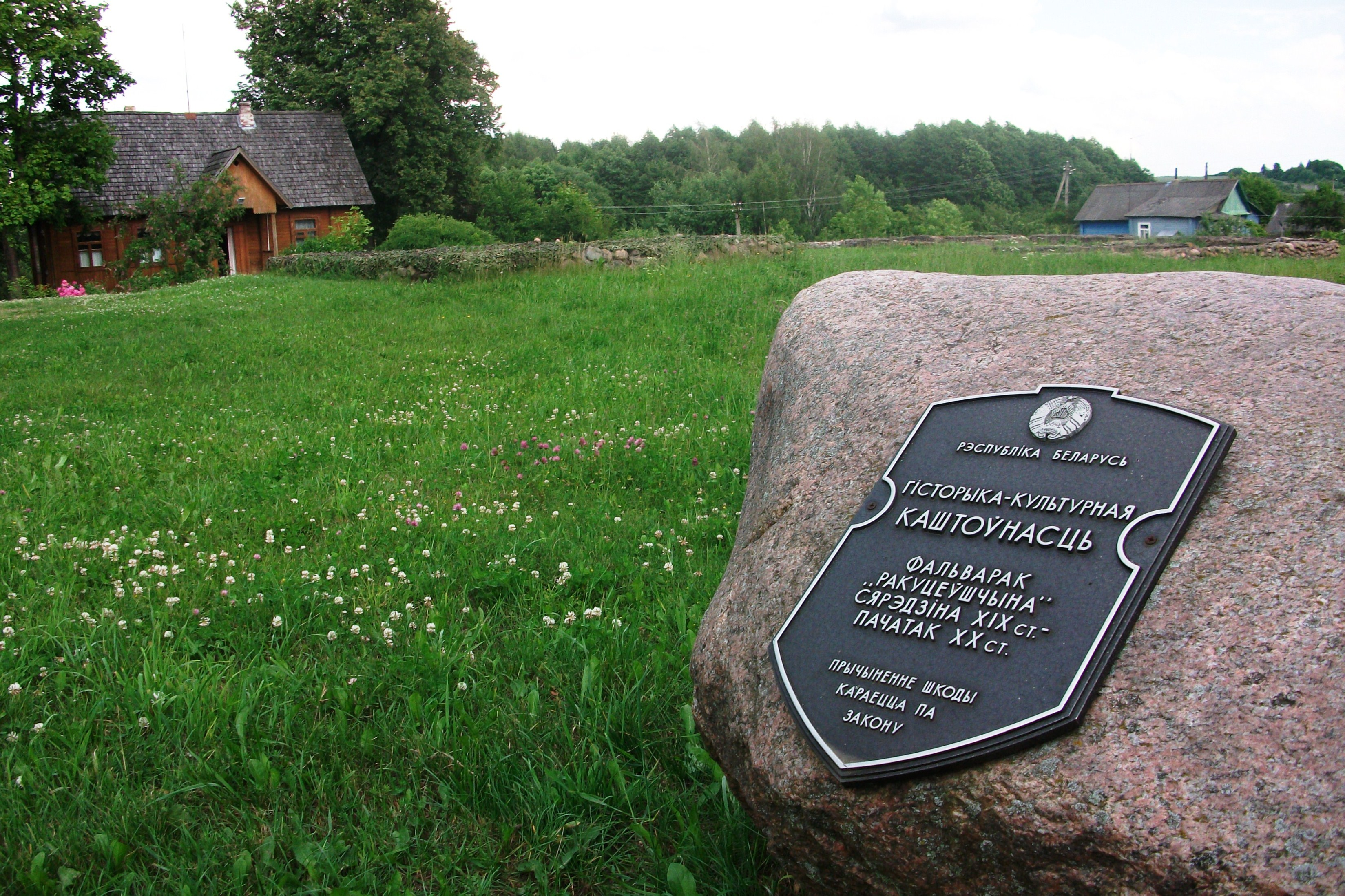
Фольварк
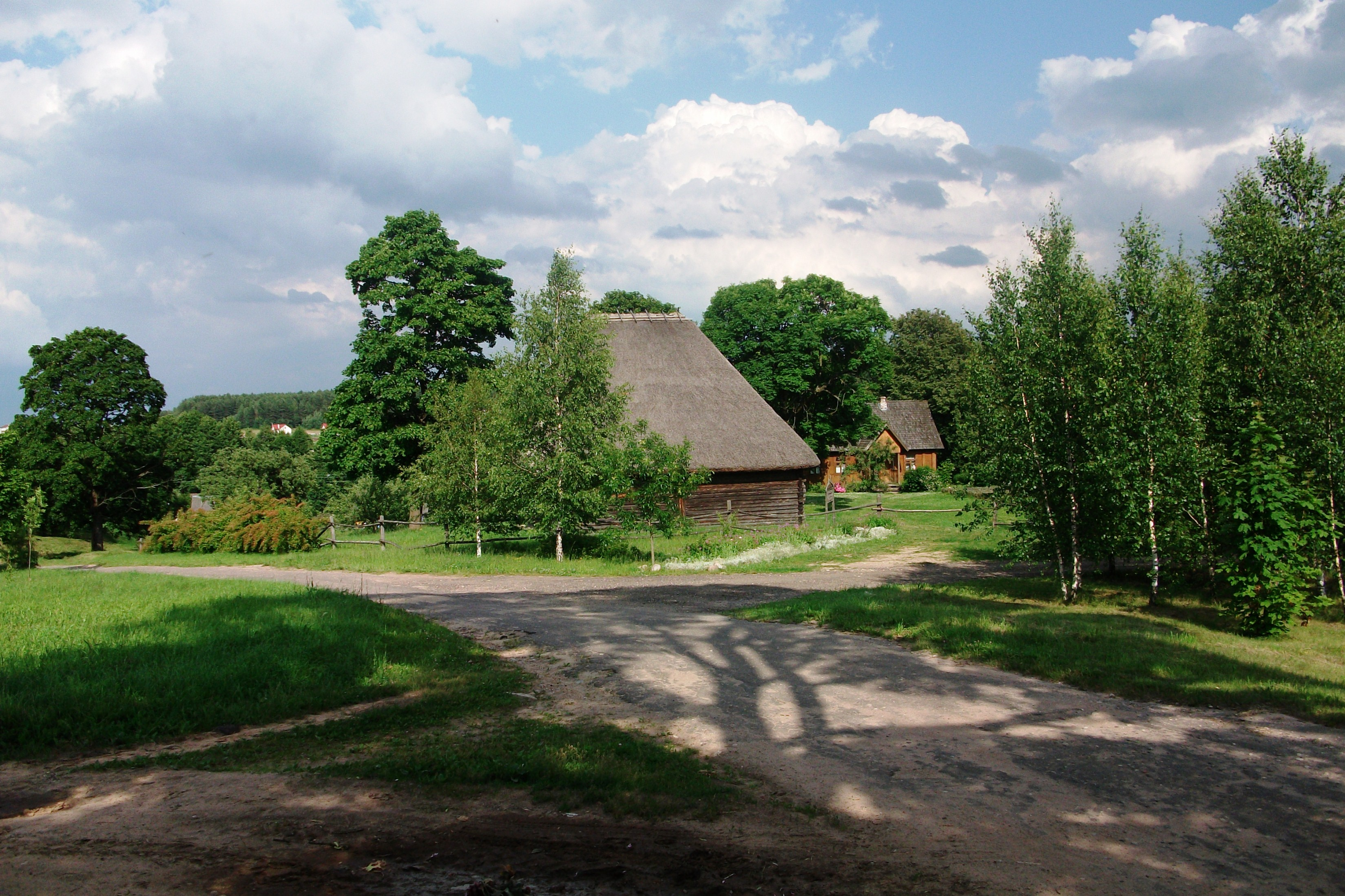
Фольварк Ракутёвщина, музей-усадьба Максима Богдановича